# Liste des évêques de Saint Joseph
Liste des évêques de Saint Joseph
(Dioecesis Sancti Iosephi)

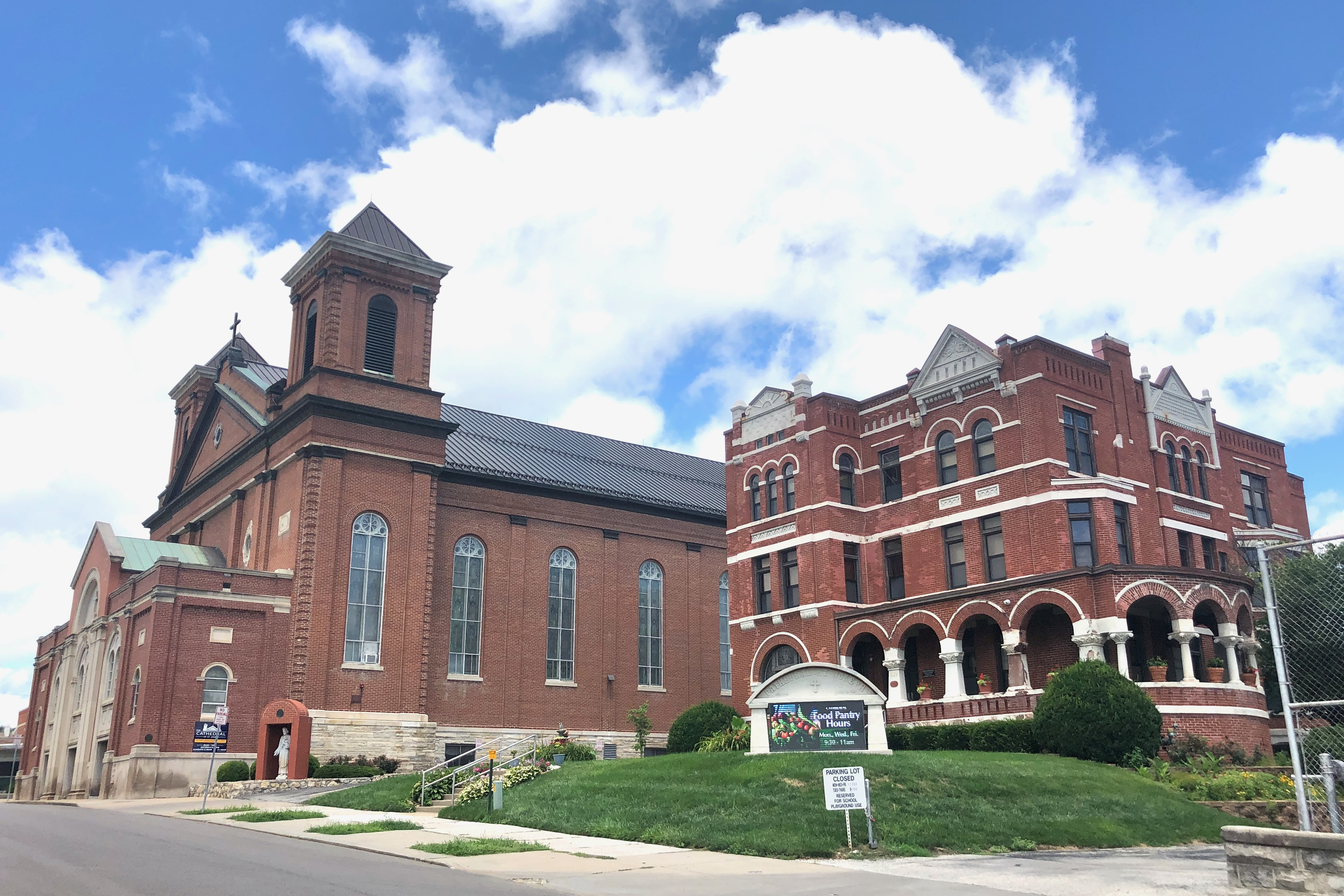
Cathédrale de Saint Joseph, Missouri.

L'évêché de Saint Joseph, dans le Missouri, aux États-Unis, est créé le 3 mars 1868 par détachement de l'archevêché de Saint Louis.
Il fusionne le 2 juillet 1956 avec l'évêché de Kansas City pour former l'évêché de Kansas City-Saint Joseph. 

## Sont évêques
- 3 mars 1868-10 septembre 1880 : John Hogan (John Joseph Hogan)
- 10 septembre 1880-19 juin 1893 : siège vacant
  - 10 septembre 1880-19 juin 1893 : John Hogan (John Joseph Hogan), devenu évêque de Kansas City, administre encore le siège de Saint Joseph, mais simplement en tant qu'administrateur apostolique.
- 19 juin 1893-† 17 mars 1923 : Maurice Burke (Maurice Francis Burke)
- 17 mars 1923-† 13 janvier 1933 : Francis Gilfillan
- 21 juillet 1933-24 août 1956 : Charles Le Blond (Charles Hubert Le Blond)

## Sources
- L'Annuaire Pontifical, sur le site http://www.catholic-hierarchy.org, à la page